# Giacomo Favretto

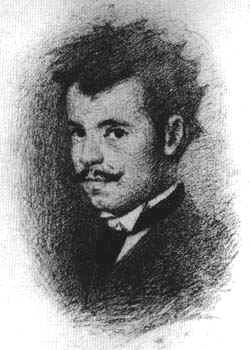
Giacomo Favretto

Giacomo Favretto (Venezia, 11 agosto 1849 – Venezia, 12 giugno 1887) è stato un pittore italiano.

## Biografia
Nato a Venezia da Angela Brunello e il falegname Domenico, abbandonata la bottega paterna apprende le prime nozioni artistiche dai pittori Gerolamo Astolfoni e Antonio Vason, alternando le lezioni al lavoro di garzone in una bottega di cartolaio, dove mostra presto abilità nella riproduzione dei clienti.
Dal 1864 frequenta l'Accademia di Belle Arti di Venezia, dove è allievo dei corsi di elementi di figura del pittore
Pompeo Marino Molmenti, di Scuola del Paesaggio di Domenico Bresolin, di Napoleone Nani e Michelangelo Grigoletti ed è compagno di corso di Guglielmo Ciardi, Fausto Zonaro, Luigi Nono e Alessandro Milesi; qui Favretto viene influenzato dalle innovative idee di apertura alla riproduzione dei paesaggi dal vero di Molmenti del quale Favretto, conclusa la carriera studentesca, diventa assistente.
Negli anni Settanta raggiunge i primi importanti riscontri di pubblico e critica con La lezione di anatomia, La famiglia Guidini e La moglie gelosa, grazie anche alle recensioni positive del critico Camillo Boito.
Nel 1878 compie un viaggio a Parigi con Guglielmo Ciardi, in occasione dell’Esposizione Universale del 1878, dove viene influenzato dalle correnti sperimentali orientate al recupero di temi e soggetti del Seicento e Settecento in chiave moderna, promossa da artisti quali Ernest Meissonier e Hans Makart.
Da questo momento, Favretto focalizza la propria arte sulla trasposizione di temi e soggetti tratti dalla quotidianità popolare, dalla vita delle piazze e delle botteghe, che culmina nel 1878 con un ulteriore grande successo di pubblico ottenuto all'Esposizione di Brera con Il sorcio, nonostante la perdita della vista da un occhio causata da una patologia.
Del 1880 è il grande successo di Vandalismo, premiata a Brera con il premio Principe Umberto e lo stesso anno all'Esposizione 
nazionale di belle arti di Torino Stampe e libri e La fruttivendola, opere ispirate alla vita popolare di Venezia.
L'anno seguente consegue un altro notevole successo a Brera con El difeto xé nel manego.
Negli anni successivi le opere di Favretto assumono una crescente luminosità e una struttura sempre più naturalistica.
Muore prematuramente di febbre tifoide, che nel 1877 gli aveva provocato la perdita di un occhio, il 12 giugno 1887, a trentasette anni, nel corso dell'Esposizione nazionale artistica tenutasi nella città lagunare nella quale l'artista, all'apice della notorietà, espone Il ponte di Rialto, Il traghetto della Maddalena e Il Liston moderno, rimasto incompiuto e ritenuto da sempre per giudizio unanime il capolavoro della sua maturità. L'elogio funebre viene tenuto dall'amico Domenico Morelli.
È sepolto nel cimitero di San Michele a Venezia (Recinto II, portico sud).
Il padre Domenico ne eredita il complesso di opere, cedendo Il liston moderno a re Umberto I di Savoia dopo averlo presentato all'Esposizione di Belle Arti di Bologna nel 1888.
Nel 1899 la Biennale di Venezia gli dedica una retrospettiva, esponendo un'ampia scelta di opere.

## Stile
(Matilde Serao in Il Corriere di Roma, 1887)
Pittore di genere ed eccellente colorista, è identificato come il fondatore del Verismo veneto, corrente alla quale partecipano 
Guglielmo Ciardi, Luigi Nono, Silvio Rotta e Luigi Mion, che proseguiranno nella divulgazione del realismo popolare veneziano contribuendo ad accrescere la sua fama e la sua memoria.
Nella fase matura della sua attività affronta soggetti di scene di vita familiare o popolari, con un realismo tratto dall'attenta analisi delle opere di Federico Zandomeneghi e Michele Cammarano e dall'ammirazione per Giovanni Battista Tiepolo, del quale ripropone l'acceso cromatismo con nuove ricerche tecniche
Il tema ricorrente è la quotidianità popolare, la vita delle piazze e dei mercati, gli interni domestici, le dichiarazioni d’amore tra le calli, la confusione delle botteghe.

## Galleria d'immagini

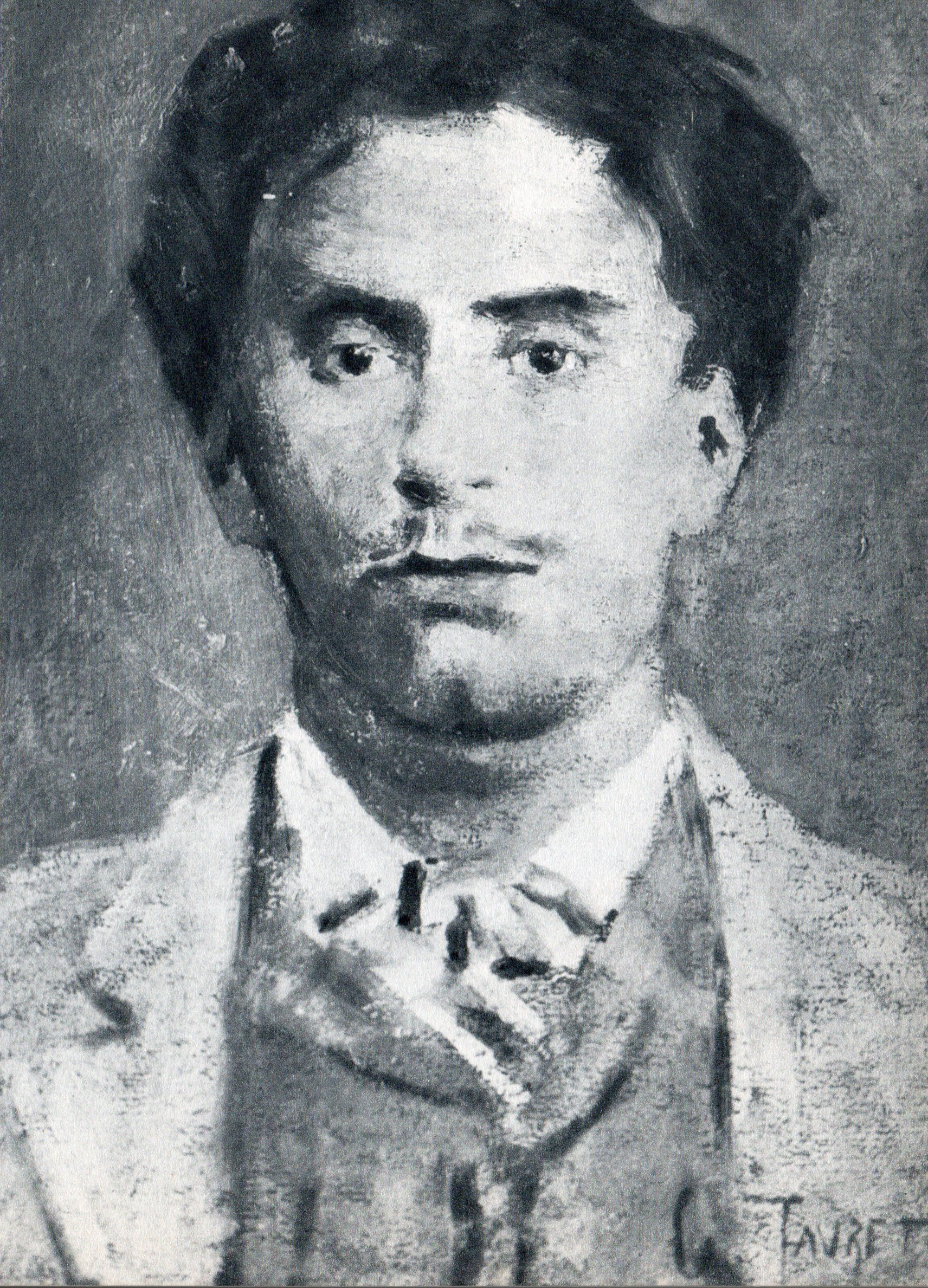
Autoritratto, 1875, Venezia, Ca' Pesaro
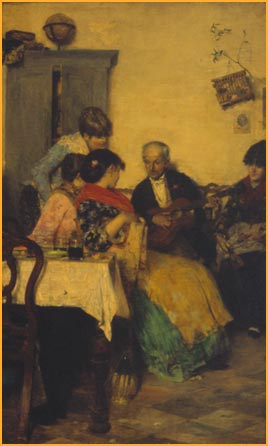
La musica in famiglia, Raccolte Frugone di Genova
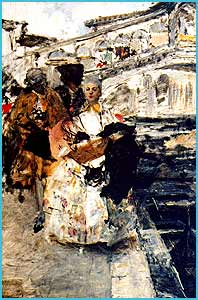
Al Ponte di Rialto, Raccolte Frugone di Genova
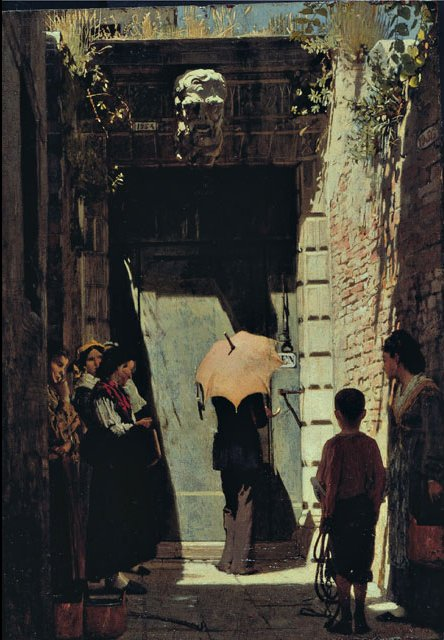
Ingresso di una casa patrizia a Venezia, (1874) Collezioni d'arte della Fondazione Cariplo
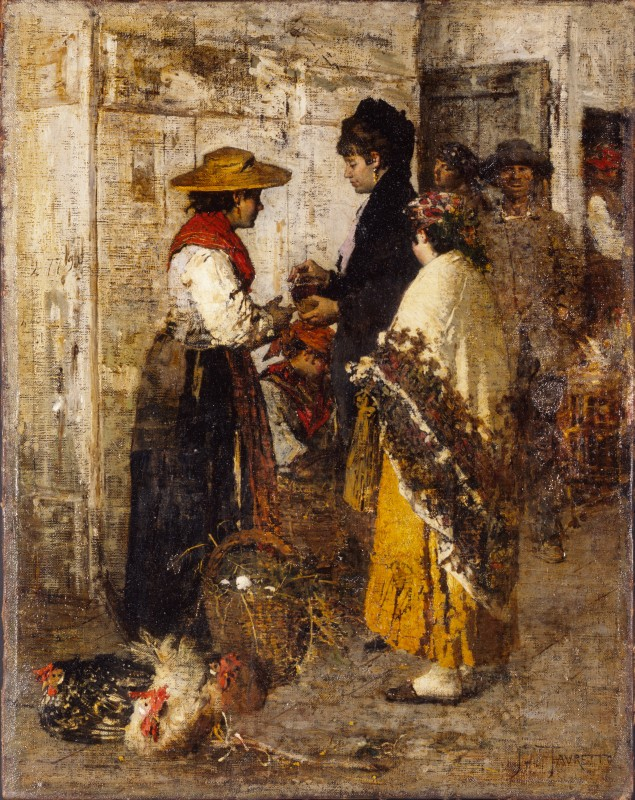
La pollivendola, (1880) Collezioni d'arte della Fondazione Cariplo
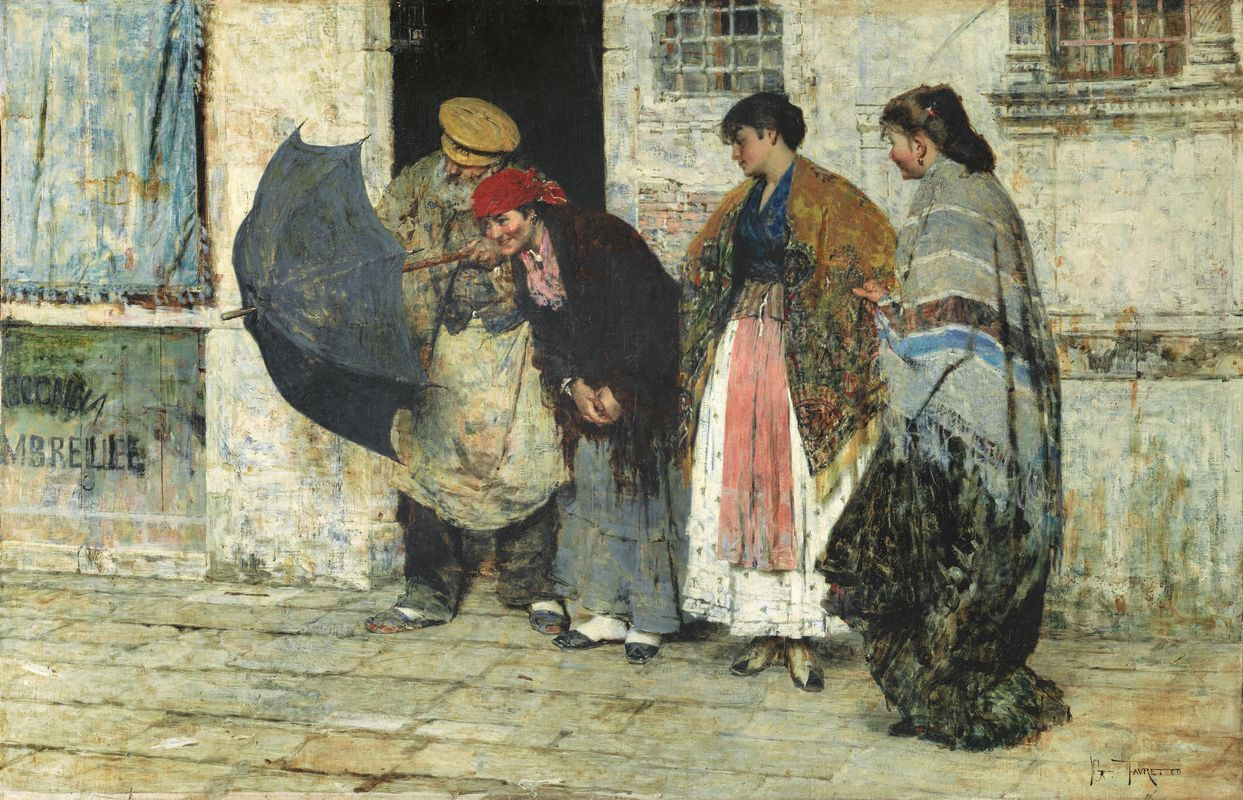
Il difetto sta nel manico, (1881), Collezione privata
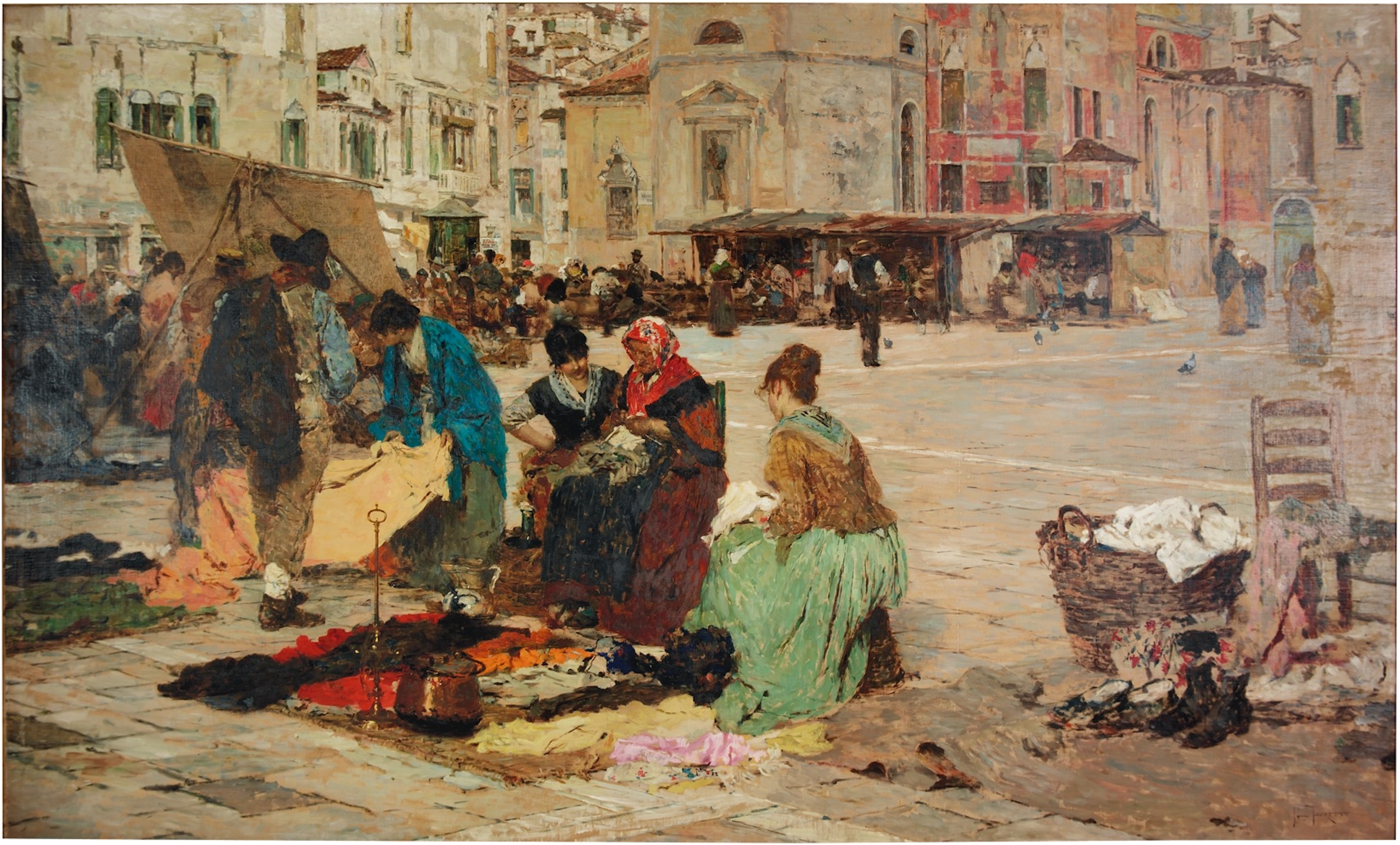
Mercato in campo San Polo
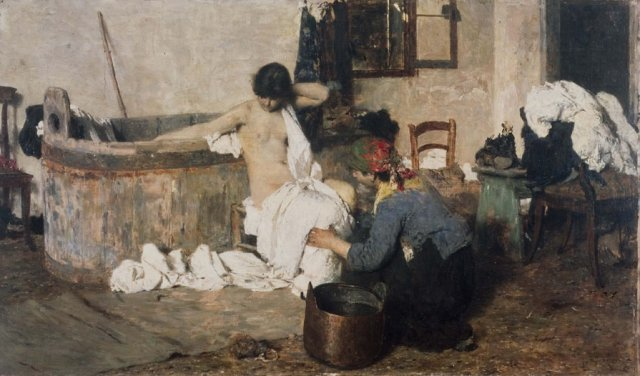
Dopo il bagno, (1884) Galleria Nazionale d'Arte Moderna, Roma

## Mostre
- Minneapolis, Institute of Arts, 11 luglio - 7 settembre 1980
- San Francisco, Fine Arts Museum, 8 novembre 1980 - 4 gennaio 1981
- Venezia, Museo Correr, 28 settembre 2010 - 11 novembre 2010

## Opere principali
- Ritratto della madre (1872), olio su tela, Galleria d'arte moderna Achille Forti, Verona;
- La moglie gelosa (1873), olio su tela, collezione privata;
- Dopo il viaggio (1873), olio su tela, collezione privata;
- Lezione di anatomia (1873), olio su tavola, Pinacoteca di Brera, Milano;
- La tentazione (1873), olio su tela, collezione privata;
- I miei cari (1874), olio su tela, collezione privata;
- Giocatori di scacchi (1874-1875), olio su tela, collezione privata;
- La maestrina (1876), olio su tela, Pinacoteca Giaquinto, Bari;
- Ritratto del signor Adorno (1876-1877), olio su tela, Galleria civica d'arte moderna e contemporanea, Torino;
- In sartoria (Ricamatrici) (1878), olio su tela, Galleria civica d'arte moderna e contemporanea, Torino;
- Il sorcio (1878), olio su tela, Pinacoteca di Brera, Milano;
- Dopopranzo in giardino (1879), olio su tela, collezione privata;
- Figura femminile seduta (1879-1887), olio su tela, Museo nazionale di Capodimonte, Napoli;
- Conversazione tra donne e bambine nella cucina di una casa contadina (1880), olio su tela, Accademia Carrara, Bergamo[12];
- Ritratto femminile (1880), olio su tela, Accademia Carrara, Bergamo;
- Venditore di uccelli (1880), olio su tela, collezione privata;
- Villanella nel pollaio (1880), olio su tela, Collezioni d'arte della Fondazione Cariplo, Milano;
- Vandalismo (Poveri Antichi!) (1880), olio su tela, Pinacoteca di Brera, Milano;
- Donna con ventaglio (1880-1885), olio su tela, Accademia Carrara, Bergamo[13];
- Donna seduta (1880-1890), olio su tela, Museo Poldi Pezzoli, Milano;
- La venditrice di uccelli (1881), olio su tela, collezione privata;
- Il kimono azzurro (1881-1882), olio su tela, collezione privata;
- Mercato dei fiori (La bottega della fioraia) (1881-1882), olio su tela, collezione privata;
- Idillio (1881-1882), olio su tela, Museo Francesco Borgogna, Vercelli[14];
- Musici ambulanti (1881-1883), olio su tela, Museo Nazionale delle Belle Arti, Buenos Aires;
- L’imbeccata ai piccioni (1882), olio su tela, collezione privata;
- Coco mio (1883), olio su tela, collezione privata;
- Soli (1883), olio su tela, Museo nazionale della scienza e della tecnologia Leonardo da Vinci, Milano;
- Musica in famiglia (1883), olio su tela, Raccolte Frugone, Genova;
- In attesa degli sposi (1883), olio su tela, Galleria nazionale d'arte moderna e contemporanea, Roma;
- Al Liston (1884), olio su tela, Galleria nazionale d'arte moderna e contemporanea, Roma;
- Dopo il bagno (1884), olio su tela, Galleria nazionale d'arte moderna e contemporanea, Roma;
- Ragazza con gabbiette (1884-1885), olio su tela, Museo nazionale di Capodimonte, Napoli;
- Al ponte di Rialto (1886), olio su tela, Raccolte Frugone, Genova;
- Le zanze (1886), olio su tavola, Galleria civica d'arte moderna e contemporanea, Torino;
- Il Liston odierno (1887), olio su tela, collezione privata;
- Traghetto della Maddalena (1887), olio su tela, collezione privata;
- Ritratto di Angelo Dall'Oca Bianca (1887), olio su tela, Galleria d'arte moderna Achille Forti, Verona;
- Ragazza con ventaglio (non datata), olio su tavola, Museo nazionale di Capodimonte, Napoli;
- El difeto xe nel manego (non datata), olio su tela, collezione privata;
- Donna velata (non datata), olio su tela, Pinacoteca Repossi, Chiari;
- Ritratto di bimbo (non datata), olio su tela, Galleria d'arte moderna Ricci Oddi, Piacenza[2];
- Caldo (non datata), olio su tela, collezione privata.